# Ermengarda de Tonnerre
Ermengarda (n. cca. 1032–1083) a fost o fiică a contelui Renauld de Tonnerre.
Ea a fost căsătorită cu contele Guillaume I de Nevers în 1045 (care era fiul lui Renauld I de Nevers cu Hedwiga de Franța), cu care a avut șase copii:
1. Ermengarda (n. 1050), căsătorită cu contele Hubert I de Beaumont;
2. Robert (n. 1052 - d. 12 februarie 1095), devenit episcop de Auxerre;
3. Guillaume (n. 1052–d. 1090), moștenitor al titlului de conte de Tonnerre, ca Guillaume al II-lea;
4. Heloise (n. 1056), căsătorită cu Guillaume, conte de Evreux;
5. Sibila (n. 1058–d. 1078), căsătorită cu ducele Hugo I de Burgundia
6. Renauld al II-lea (n. 1059–d. 1097), moștenitor al titlului de conte de Nevers.